# Nymphon procerum
Nymphon procerum is een zeespin uit de familie Nymphonidae. De soort behoort tot het geslacht Nymphon. Nymphon procerum werd in 1881 voor het eerst wetenschappelijk beschreven door Hoek. 